# Baošići
Baošići, popis 2003.; skupaj: 1.473
Baošići (izvirno črnogorsko Баошићи) je naselje v Črni gori, ki upravno spada pod občino Herceg Novi.
Baošići ležijo na severozahodni obali Tivatskega zaliva v Boki Kotorski ob Jadranski magistrali, ki od Dubrovnika preko Herceg Novega pelje do Kotorja.

## Zgodovina
Naselje se prvič omenja leta 1351 v listini srbskega carja Dušana. Cerkev 
sv. Nikole, ki je bila obnovljena 1802 ima ikonostas postavljen leta 1805. Na hiši poleg pomola je vgrajena spominska plošča francoskemu pisatelju Pierru Lotiju (s pravim imenom Julien Viaund), ki je kot pomorski častnik mnogo potoval in leta 1880 živel v Baošićih. Svoje življenje tu je opisal v povesti Paskala Ivanović (Pasquala Ivanpvitch), ki je izšla v knjigi Fleurs d'ennui (Pariz, 1883), ter v svojem Dnevniku. V zaselku Lug oddaljenem okoli 1 km od obale je v hiši pomorskega kapitana Miroslava Štumbergeja zbrana Muzejska zbirka, ki vsebuje kulturno-zgodovinske, etnografske in pomorske predmete zbrane v raznih deželah ter zbirko ladijskih modelov.

## Demografija
| 1948 | 1953 | 1961 | 1971 | 1981 | 1991 | 2003 |     |      |
| 469  | 534  | 579  | 712  | 603  | 779  | 1502 | 763 | 1473 |